# Natação na Universíada de Verão de 1993

## Quadro de medalhas
| Ordem | País               | Medalha de ouro | Medalha de prata | Medalha de bronze |     |
| ----- | ------------------ | --------------- | ---------------- | ----------------- | --- |
| 1     | USA Estados Unidos | 14              | 8                | 6                 | 28  |
| 2     | CAN Canadá         | 6               | 4                | 5                 | 11  |
| 3     | CUB Cuba           | 3               |                  | 1                 | 4   |
| 4     | JPN Japão          | 2               | 5                | 9                 | 16  |
| 5     | CHN China          | 2               | 1                |                   | 3   |
| 6     | AUS Austrália      | 2               |                  |                   | 2   |
| 7     | GER Alemanha       | 1               | 4                | 3                 | 8   |
| 8     | FRA França         | 1               | 3                | 3                 | 8   |
| 9     | UKR Ucrânia        | 1               | 3                | 1                 | 4   |
| 9     | BEL Bélgica        | 1               | 2                | 1                 | 4   |
| 11    | GBR Grã-Bretanha   | 1               | 1                | 1                 | 3   |
| 12    | ITA Itália         |                 | 2                | 1                 | 5   |
| 13    | CZE Chéquia        |                 | 1                |                   | 3   |
| 14    | NED Países Baixos  |                 |                  | 1                 | 1   |
| 15    | BLR Bielorrússia   |                 |                  | 1                 | 1   |
| 16    | HUN Hungria        |                 |                  | 1                 | 1   |
| 18    | POL Polônia        |                 |                  | 1                 | 1   |
|       | Total              | 34              | 34               | 35                | 103 |